# 梅澤試劑
梅澤試劑（英語：Melzer's reagent, Melzer's solution，英文中非正式簡稱），是一種真菌學家輔助鑑定真菌的化學試劑。

## 成分
梅澤試劑是一種成分為水合氯醛、碘化鉀與碘的水溶液。根據這個組成，該試劑包含大約2.50－3.75%碘化鉀與0.75－1.25%碘，溶於50%水與50%水合氯醛的溶液當中。梅澤試劑由於含有碘與水合氯醛，如果誤食會產生毒性。基於水合氯醛的法律管控，梅澤試劑不容易取得。為了解決取得水合氯醛的問題，羅格斯大學的科學家開始發展出使用於顯微鏡的替代品，例如有名的Visikol™ （页面存档备份，存于），採用盧戈氏碘液，成為當代梅澤試劑的替代品。
梅澤試劑是含碘/碘化鉀的試劑系列，用於生物學；盧戈氏碘液則是不同的組成。

## 反應
梅澤試劑主要用於真菌的組織或細胞，通常是用於顯微鏡載玻片的製作中進行染色，觀察是否有出現下列三種顏色的反應：
- 澱粉樣蛋白或梅澤試劑陽性反應，該物質會變成藍色到黑色。
- 假澱粉質或似糊精（英语：Amyloid (mycology)）的反應，該物質會變成褐色到紅褐色。
- 非澱粉樣蛋白或梅澤試劑陰性反應，該物質不會變色，或者些微變成黃褐色[1]。